# I Verdi (Francia)
I Verdi (in francese Les Verts, LV), fondati con il nome I Verdi, Confederazione Ecologista - Partito Ecologista (Les Verts, Confédération écologiste – Parti écologiste) è stato un partito politico francese operativo dal 1984 al 2010.
I Verdi sono un partito ecologista di centro-sinistra, membro del Partito Verde Europeo.

## Storia
Il movimento ecologista prese parte alla vita politica francese a partire dagli anni settanta del XX secolo. Nel 1974 gli ecologisti presero parte anche alle elezioni presidenziali con la candidatura di René Dumont. Solo nel 1982, però, nascono I Verdi, dalla fusione tra il Partito Ecologista e la Confederazione Ecologista.
Nel 1986, Antoine Waechter divenne leader del partito e impose una linea "terzista" (né destra, né sinistra). I Verdi, cioè, si ponevano come un movimento frutto di una nuova cultura politica, diversa da quelle esistenti: gollisti, democristiani, radicali, socialisti, comunisti. Nel 1988, Waechter si candidò alle presidenziali ottenendo il 3,8% dei voti. Alle elezioni europee del 1989, i Verdi ottennero il loro miglior risultato: il 10,65% dei voti. Alle elezioni municipali dello stesso anno, il partito si attestò comunque sul 9% dei voti.
Nel 1994 i Verdi, al congresso di Lilla, accogliendo la linea proposta da Dominique Voynet, decisero di abbandonare la linea "terzista", scegliendo l'alleanza con la sinistra. Waechter, vedendo bocciata la propria strategia politica, decise di abbandonare il partito fondando il Movimento Ecologista Indipendente (MEI). Il MEI si pose subito in alternativa sia ai Verdi che a Cap21, gli ecologisti conservatori, mantenendo pertanto, una linea "centrista". Il MEI, però, è andato lentamente perdendo posizioni, fino a subire nel 2005 una scissione a tutto vantaggio dei Verdi.
Alle politiche del 1997, i Verdi presero parte alla coalizione Sinistra plurale, insieme ai socialisti, comunisti, radicali di sinistra e repubblicano-cittadini. I Verdi ottennero il 6,8% dei consensi, calando dello 0,9% dei voti, ma riuscendo, per la prima volta, a conquistare 7 seggi. Dominique Voynet fu nominata ministro dell'ambiente e del territorio nel governo di Lionel Jospin, sostituita poi nel 2001 da Yves Cochet.
Alle europee del 1999 la lista dei Verdi, capeggiata da Daniel Cohn-Bendit, ottenne il 9,78% dei voti. Alle presidenziali del 2002, i Verdi candidarono Noël Mamère, che raccolse il 5,5% dei voti. Il risultato di Mamère, come quello degli altri candidati di partiti minori della sinistra, non permise al socialista Lionel Jospin di giungere al ballottaggio, che si svolse tra il gollista Jacques Chirac ed il nazionalista Jean-Marie Le Pen, con la riconferma del primo. Alle legislative dello stesso anno, i Verdi scesero al 4,5% dei voti ed elessero solo 3 deputati.
Alle elezioni politiche del 2007 i Verdi sono ulteriormente calati al 3,3% dei consensi, anche se hanno eletto 4 deputati, uno in più del 2002.
Alle elezioni europee del 2009 i Verdi hanno aderito, assieme ad altre formazioni ambientaliste, ad Europa Ecologia che ha ottenuto oltre il 16% dei suffragi riuscendo ad eleggere 14 deputati nel Parlamento europeo.
Il 13 novembre 2010 i Verdi insieme ad Europa Ecologia hanno dato vita ad un nuovo partito: Europa Ecologia I Verdi.

## Segretari generali
- ?-?: Guy Cambot
- ?-1993: Jean-Marie Vidal
- 1993-1995: Dominique Plancke
- 1996: Marie-Françoise Mendez
- 1997-2001: Jean-Luc Bennahmias
- 2001-2003: Dominique Voynet
- 2003-2005: Gilles Lemaire
- 2005-2006: Yann Wehrling
- 2006-2010: Cécile Duflot